# اشچینیتزا، شهرستان گرودزیسک ویلکوپولسکی
اشچینیتزا، شهرستان گرودزیسک ویلکوپولسکی (به لاتین: Trzcinica, Grodzisk Wielkopolski County) یک منطقهٔ مسکونی در لهستان است که در Gmina Wielichowo واقع شده‌است.